# آرپاچای (شرور)
آرپاچای(به لاتین: Arpaçay، تا ۱ مارس ۲۰۰۳ سووت‌آباد Sovetabad، به ارمنی: سووتاپات Սովետապատ) یک منطقه مسکونی در جمهوری آذربایجان است که در شهرستان شرور واقع شده است. آرپاچای ۵۷۹ نفر جمعیت دارد.